# Coccophagus albicoxa
Coccophagus albicoxa is een vliesvleugelig insect uit de familie Aphelinidae. De wetenschappelijke naam is voor het eerst geldig gepubliceerd in 1911 door Howard.